# Astropecten spinulosus
Astropecten spinulosus là tên của một loài sao biển thuộc họ Astropectinidae.

## Mô tả
"Vảy" vùng rìa nó rất ngắn và có nhiều gai nhỏ. Mỗi "vảy" chỉ có từ một đến ba gai được tính là gai thật, còn những cái khác thì không bởi vì kích thước của chúng. Các gai này có cùng màu với "vảy", đó là màu nâu. Ở điểm tiếp giáp giữa mặt trên và mặt dưới thì có những cây gai dài nhọn màu u tím xanh. Đôi khi người ta thấy cánh của một vài cá thể loài này có đầu tròn.
Mặt trên lúc nào cũng có màu tối như nâu, nâu đỏ. Hiếm lắm mới có các cá thể màu hơi xanh. Loài này có kích thước nhỏ, thường thì đường kính chỉ từ 6 đến 8 cm và đường kính lớn nhất chưa đến 10 cm. Astropecten spinulosus cũng khác với các loài khác ở những cái "vảy" ngắn tại vùng rìa, màu của các gai, của mặt trên và kích thước. Đôi khi người ta nhầm lẫn chúng với Astropecten platyacanthus.

## Môi trường sống và hành vi
Các loài trong chi Astropecten thường sống ở những đáy biển có cát, bùn hoặc sỏi. Vào ban ngày chúng sẽ ở bên dưới chất nền. Đến cuối buổi chiều và vào ban đêm thì mới trồi lên kiếm ăn. Vì vậy mà ta có thể tìm được các loài của chi này vào ban đêm ở mọi thời điểm. Astropecten spinulosus cũng tương tự như các loài cùng chi. Loài này chỉ sống ở biển Địa Trung Hải tại đáy biển nhiều cát quanh các bãi cỏ biển (cụ thể là loài Cymodocea nodosa hoặc loài Posidonia oceanica). Hoặc là đáy biển có chất nền mềm, nhiều tảo. Bên cạnh đó, nó là loài duy nhất hay di chuyển khỏi đáy có chất nền mềm để đến nơi có chất nền cứng. Độ sâu mà nó sống là từ 1 đến 50 mét.

## Thức ăn
Chúng là loài động vật ăn thịt và thức ăn là các loài trai. Khi bắt được con mồi bằng cánh, nó sẽ đưa đến miệng. Các lông gai quanh miệng sẽ giữ chặt thức ăn.